# Cricket World Cup 1987
Der ICC Cricket World Cup 1987 (Hindi 1987 क्रिकेट विश्व कप; Urdu کرکٹ عالمی کپ 1987ء; offiziell: Reliance Cup 1987) wurde vom 8. Oktober bis zum 8. November 1987 in Indien und Pakistan ausgetragen. Es war der vierte Cricket World Cup im vierjährlichen Turnierzyklus im One-Day International-Format, der vom Weltverband International Cricket Conference (ICC; jetzt International Cricket Council) organisiert wird, und der erste außerhalb Englands. Der Cricket World Cup 1987 wurde vom indischen Energieunternehmen Reliance Industries gesponsert und trägt daher den offiziellen Namen Reliance Cup 1987.
Das Turnierformat von 1983 blieb unverändert, bis auf die Verminderung des Innings für jedes Team von 60 auf die außerhalb Englands üblichen maximal 50 Over, und acht Cricket-Nationalmannschaften nahmen am Cricket World Cup 1987 teil: Die damals sieben Test-Cricket-Länder (Australien, England, Indien, Neuseeland, Pakistan, Sri Lanka und die West Indies) sowie der Gewinner der ICC Trophy 1986 Simbabwe. Während des Cricket World Cup 1987 wurden 27 Spiele absolviert, darunter 24 in der Vorrunde und drei in der Finalrunde, einschließlich des Finales. Die Mannschaften wurden in zwei Gruppen zu je vier Teams eingeteilt, wobei jedes zweimal gegen die anderen der Gruppe antrat. Die beiden besten Mannschaften jeder Gruppe erreichten hiernach das Halbfinale, dessen Gewinner im Finale aufeinandertrafen. Dieser World Cup wurde im One-Day International-Format ausgetragen, wobei jedes Team jeweils ein Innings über maximal 50 Over bestritten hat. Die Mannschaften spielten – zum letzten Mal in der Turniergeschichte – in traditioneller weißer Cricket-Kleidung mit roten Bällen; alle Spiele fanden tagsüber statt und begannen demnach am frühen Morgen.
Australien, England, Indien und Pakistan erreichten das Halbfinale. Australien besiegte Pakistan und England Indien, wonach Australien seinen „Erzrivalen“ England im Finale im Eden Gardens in Kalkutta mit sieben Runs besiegte und somit seinen ersten Titel gewann. Der zweimalige Weltmeister West Indies konnte die Erwartungen nicht erfüllen und schied bereits in der Vorrunde aus. Südafrika durfte aufgrund des Sportboykotts wegen seiner Apartheidspolitik nicht am Cricket World Cup teilnehmen. Simbabwe nahm zum zweiten Mal an einem Cricket World Cup teil, während dies für alle anderen Mannschaften das vierte Turnier war. Folglich gab es keine Debütanten.

## Vergabe
Der Cricket World Cup 1987 wurde trotz englischen Widerstands an Indien und Pakistan vergeben, nachdem das ICC in Verhandlungen ein Rotationssystem angenommen hatte und den darauf folgenden Cricket World Cup 1992 an Australien und Neuseeland vergab. Die Verlegung des Turnieres führte zur Verminderung der Anzahl Over in einem Innings pro Mannschaft aufgrund des kürzeren Tageslichtes.

## Teilnehmer
Die folgenden acht Mannschaften qualifizierten sich für den Cricket World Cup 1987: Australien, England, Indien (Mitgastgeber), Neuseeland, Pakistan (Mitgastgeber), Sri Lanka und die West Indies qualifizierten sich als Vollmitglieder der International Cricket Conference mit Test-Cricket-Status automatisch für den Cricket World Cup 1987. Simbabwe war die einzige teilnehmende Mannschaft ohne Test-Cricket-Status und qualifizierte sich als Sieger der ICC Trophy 1986 gegen die Niederlande. Dieselben acht Teams nahmen am Cricket World Cup 1983 teil.

Teilnehmende Länder des Cricket World Cups 1987; insgesamt 24 Teams nahmen teil.
Vollmitglieder der International Cricket Conference (ICC)
Qualifiziert bei der ICC Trophy 1986
In der Qualifikation gescheitert
Keine Teilnahme

| Land        | Qualifikationsgrundlage | Turnierteilnahme | Letztmalige Teilnahme | Bestes Ergebnis             | Gruppe |
| ----------- | ----------------------- | ---------------- | --------------------- | --------------------------- | ------ |
| Indien      | Gastgeber               | Vierte           | 1983                  | Weltmeister (1983)          | A      |
| Pakistan    | Gastgeber               | Vierte           | 1983                  | Halbfinale (1979, 1983)     | B      |
| Australien  | Vollmitglieder          | Vierte           | 1983                  | Finalist (1975)             | A      |
| England     | Vollmitglieder          | Vierte           | 1983                  | Finalist (1979)             | B      |
| Neuseeland  | Vollmitglieder          | Vierte           | 1983                  | Halbfinale (1975, 1979)     | A      |
| Sri Lanka   | Vollmitglieder          | Vierte           | 1983                  | Vorrunde (1975, 1979, 1983) | B      |
| West Indies | Vollmitglieder          | Vierte           | 1983                  | Weltmeister (1975, 1979)    | B      |
| Simbabwe    | ICC Trophy 1986-Sieger  | Zweite           | 1983                  | Vorrunde (1983)             | A      |

## Austragungsorte
Als Austragungsorte wurden 14 Stadien in Indien und sieben Stadien in Pakistan ausgewählt.
| Bangalore |

| Chandigarh |

| Chennai |

| Cuttack |

| Delhi |

| Hyderabad |

| Indore |

| Jaipur |

| Kanpur |

| Kalkutta |

| Motera |

| Mumbai |

| Nagpur |

| Pune |

| Bangalore |

| Chandigarh |

| Chennai |

| Cuttack |

| Delhi |

| Hyderabad |

| Indore |

| Jaipur |

| Kanpur |

| Kalkutta |

| Motera |

| Mumbai |

| Nagpur |

| Pune |

| Faisalabad |

| Hyderabad |

| Gujranwala |

| Karatschi |

| Lahore |

| Peschawar |

| Rawalpindi |

| Faisalabad |

| Hyderabad |

| Gujranwala |

| Karatschi |

| Lahore |

| Peschawar |

| Rawalpindi |

## Format
Der Cricket World Cup 1987 wurde über 32 Tage zwischen acht verschiedenen Mannschaften über 27 Spiele ausgetragen. Er begann am 8. Oktober 1987 im Niaz Stadium in Hyderabad, Pakistan, mit dem Eröffnungsspiel zwischen dem Mitgastgeber Pakistan und Sri Lanka. Das Turnier endete am 8. November im Eden Gardens in Kalkutta mit dem Finale zwischen Australien und England, wobei Australien den Reliance Cup gewann. Dasselbe Turnierformat kam beim Cricket World Cup 1983 zur Anwendung.

### Spielplan
Die nachfolgende Tabelle zeigt das tägliche Programm des Cricket World Cup 1987. Dabei steht ein rotes Kästchen für die Eröffnungs- und Schlusszeremonie, ein violettes Kästchen für Vorrundenspiele, ein grünes Kästchen für Finalrundenspiele und ein gelbes Kästchen für das Finale.
| \| Vorrunde Oktober \| Do. 8. \| Fr. 9. \| Sa. 10. \| So. 11. \| Mo. 12. \| Di. 13. \| Mi. 14. \| Do. 15. \| Fr. 16. \| Sa. 17. \| So. 18. \| Mo. 19. \| Di. 20. \| Mi. 21. \| Do. 22. \| Fr. 23. \| Sa. 24. \| So. 25. \| Mo. 26. \| Di. 27. \| Mi. 28. \| Do. 29. \| Fr. 30. \| Sa. 31. \| \| ------------------- \| ------ \| ------ \| ------- \| ------- \| ------- \| ------- \| ------- \| ------- \| ------- \| ------- \| ------- \| ------- \| ------- \| ------- \| ------- \| ------- \| ------- \| ------- \| ------- \| ------- \| ------- \| ------- \| ------- \| ------- \| \| Zeremonien \| \| \| \| \| \| \| \| \| \| \| \| \| \| \| \| \| \| \| \| \| \| \| \| \| \| Gruppe A \| \| 1 \| 1 \| \| \| 1 \| 1 \| \| \| 1 \| 1 \| \| \| \| 1 \| 1 \| \| \| 1 \| 1 \| \| \| 1 \| 1 \| \| Gruppe B \| 1 \| 1 \| \| \| 1 \| 1 \| \| \| 1 \| 1 \| \| \| 1 \| 1 \| \| \| \| 1 \| 1 \| \| \| \| 2 \| \| \| Finalrunde November \| So. 1. \| Mo. 2. \| Di. 3. \| Mi. 4. \| Do. 5. \| Fr. 6. \| Sa. 7. \| So. 8. \| \| \| \| \| \| \| \| \| \| \| \| \| \| \| \| \| \| Finalrunde \| \| \| \| 1 \| 1 \| \| \| 1 \| \| \| \| \| \| \| \| \| \| \| \| \| \| \| \| \| | Farblegende Eröffnungsfeier Vorrunde Finalrunde Finale |        |         |         |         |         |         |         |         |         |         |         |         |         |         |         |         |         |         |         |         |         |         |         |
| Vorrunde Oktober | Do. 8.                                                 | Fr. 9. | Sa. 10. | So. 11. | Mo. 12. | Di. 13. | Mi. 14. | Do. 15. | Fr. 16. | Sa. 17. | So. 18. | Mo. 19. | Di. 20. | Mi. 21. | Do. 22. | Fr. 23. | Sa. 24. | So. 25. | Mo. 26. | Di. 27. | Mi. 28. | Do. 29. | Fr. 30. | Sa. 31. |
| Zeremonien |                                                        |        |         |         |         |         |         |         |         |         |         |         |         |         |         |         |         |         |         |         |         |         |         |         |
| Gruppe A |                                                        | 1      | 1       |         |         | 1       | 1       |         |         | 1       | 1       |         |         |         | 1       | 1       |         |         | 1       | 1       |         |         | 1       | 1       |
| Gruppe B | 1                                                      | 1      |         |         | 1       | 1       |         |         | 1       | 1       |         |         | 1       | 1       |         |         |         | 1       | 1       |         |         |         | 2       |         |
| Finalrunde November | So. 1.                                                 | Mo. 2. | Di. 3.  | Mi. 4.  | Do. 5.  | Fr. 6.  | Sa. 7.  | So. 8.  |         |         |         |         |         |         |         |         |         |         |         |         |         |         |         |         |
| Finalrunde |                                                        |        |         | 1       | 1       |         |         | 1       |         |         |         |         |         |         |         |         |         |         |         |         |         |         |         |         |

### Gruppen
| Gruppe A                              | Gruppe B                               |
| ------------------------------------- | -------------------------------------- |
| Australien Indien Neuseeland Simbabwe | England Pakistan Sri Lanka West Indies |

### Vorrunde
Der Cricket World Cup 1987 wurde zwischen acht Nationalmannschaften ausgespielt. Für die Vorrunde wurden die Mannschaften in zwei Gruppen zu je vier Mannschaften eingeteilt mit demselben Turnierformat wie 1983. In welche Gruppe jede Mannschaft eingeteilt wurde, wurde in der Auslosung festgelegt. Jede Mannschaft bestritt ein Spiel gegen jede andere seiner Gruppe. Für einen Sieg gab es vier Tabellenpunkte, für ein Unentschieden oder No Result zwei Punkte, für eine Niederlage keinen Punkt. Hatten zwei Mannschaften dieselbe Anzahl an Tabellenpunkten, wurde der Tabellenrang anhand der Net Run Rate, gefolgt von der Net Bowl Rate und dem direkten Vergleich ermittelt.
Am Ende der Vorrunde qualifizierten sich die jeweils beiden besten einer Gruppe für die Finalrunde.

### Finalrunde
Ab dieser Phase nahm das Turnier ein K.-o.-System an, für das sich die jeweils besten beiden Mannschaften einer Gruppe qualifizierten. Jedes Spiel musste zwingend mit einem Sieg enden. Gab es nach beiden Innings keinen Sieger, wurde das Spiel am darauf folgenden Tag wiederholt.

## Umpires
Während des Turnieres wurden zwölf Umpires eingesetzt.
| - David Archer (Australien) - Dickie Bird (England) - David Shepherd (England) - Ram Gupta (Indien) - V. K. Ramaswamy (Indien) - Steve Woodward (Neuseeland) | - Khalid Aziz (Pakistan) - Khizer Hayat (Pakistan) - Amanullah Khan (Pakistan) - Mahboob Shah (Pakistan) - P. W. Vidanagamage (Sri Lanka) - David Shepherd (West Indies) |

## Mannschaftskader
Die Mannschaften benannten die folgenden Kader.
| ODI | ODI | ODI | ODI |
| Australien | England | Indien | Neuseeland |
| --- | --- | --- | --- |
| - Allan Border (K) - David Boon - Greg Dyer (wk) - Dean Jones - Geoff Marsh - Tim May - Craig McDermott - Tom Moody - Simon O’Donnell - Bruce Reid - Peter Taylor - Mike Veletta - Steve Waugh - Andrew Zesers                  | - Mike Gatting (K) - Bill Athey - Chris Broad - Phillip DeFreitas - Paul Downton (wk) - John Emburey - Neil Foster - Graham Gooch - Eddie Hemmings - Allan Lamb - Derek Pringle - Tim Robinson - Gladstone Small            | - Kapil Dev (K) - Dilip Vengsarkar (VK) - Mohammad Azharuddin - Roger Binny - Sunil Gavaskar - Maninder Singh - Kiran More - Chandrakant Pandit - Manoj Prabhakar - Chetan Sharma - Ravi Shastri - Navjot Singh Sidhu - Laxman Sivaramakrishnan - Krishnamachari Srikkanth | - Jeff Crowe (K) - Stephen Boock - John Bracewell - Ewen Chatfield - Martin Crowe - Phil Horne - Andrew Jones - Danny Morrison - Dipak Patel - Ken Rutherford - Ian Smith (wk) - Martin Snedden - Willie Watson - John Wright |
| Pakistan | Simbabwe | Sri Lanka | West Indies |
| - Imran Khan (K) - Abdul Qadir - Ijaz Ahmed - Javed Miandad - Mansoor Akhtar - Manzoor Elahi - Mudassar Nazar - Rameez Raja - Saleem Jaffar - Saleem Malik - Saleem Yousuf (wk) - Shoaib Mohammad - Tauseef Ahmed - Wasim Akram | - John Traicos (K) - Kevin Arnott - Eddo Brandes - Robin Brown - Iain Butchart - Kevin Curran - David Houghton (wk) - Malcolm Jervis - Babu Meman - Grant Paterson - Andrew Pycroft - Peter Rawson - Ali Shah - Andy Waller | - Duleep Mendis (K) - Don Anurasiri - Ashantha de Mel - Somachandra de Silva - Roy Dias - Asanka Gurusinha - Sridharan Jeganathan - Vinothen John - Brendon Kuruppu (wk) - Ranjan Madugalle - Roshan Mahanama - Arjuna Ranatunga - Rumesh Ratnayake - Ravi Ratnayeke       | - Viv Richards (K) - Eldine Baptiste - Winston Benjamin - Carlisle Best - Jeff Dujon (wk) - Roger Harper - Desmond Haynes - Carl Hooper - Gus Logie - Patrick Patterson - Richie Richardson - Phil Simmons - Courtney Walsh   |

## Vorrunde
In den Tabellen finden folgende Bezeichnungen Verwendung:
- Spiele
- Siege
- Niederlagen
- Unentschieden
- NR No Result
- Punkte
- RR Run Rate

### Gruppe A
Tabelle
| Gruppe A   | Sp. | S | N | U | NR | P  | RR    |
| ---------- | --- | - | - | - | -- | -- | ----- |
| Indien     | 6   | 5 | 1 | 0 | 0  | 20 | 5.413 |
| Australien | 6   | 5 | 1 | 0 | 0  | 20 | 5.193 |
| Neuseeland | 6   | 2 | 4 | 0 | 0  | 8  | 4.887 |
| Simbabwe   | 6   | 0 | 6 | 0 | 0  | 0  | 3.757 |

Spiele
| 9. Oktober Scorecard | Madras | Australien 270-6 (50)        | – | Indien 269 (49.5) |
|                      |        | Australien gewinnt mit 1 Run |   |                   |

Indien gewann den Münzwurf und entschied sich als Feldmannschaft zu beginnen. Als Spieler des Spiels wurde Geoff Marsh ausgezeichnet.
| 10. Oktober Scorecard | Hyderabad (Indien) | Neuseeland 242-7 (50)        | – | Simbabwe 239 (49.4) |
|                       |                    | Neuseeland gewinnt mit 3 Run |   |                     |

Simbabwe gewann den Münzwurf und entschied sich als Feldmannschaft zu beginnen. Als Spieler des Spiels wurde Dave Houghton ausgezeichnet.
| 13. Oktober Scorecard | Madras | Australien 235-9 (50)          | – | Simbabwe 139 (49.4) |
|                       |        | Australien gewinnt mit 96 Runs |   |                     |

Simbabwe gewann den Münzwurf und entschied sich als Feldmannschaft zu beginnen. Als Spieler des Spiels wurde Steve Waugh ausgezeichnet.
| 14. Oktober Scorecard | Bangalore | Indien 252-7 (50)          | – | Neuseeland 236-8 (50) |
|                       |           | Indien gewinnt mit 16 Runs |   |                       |

Neuseeland gewann den Münzwurf und entschied sich als Feldmannschaft zu beginnen. Als Spieler des Spiels wurde Kapil Dev ausgezeichnet.
| 17. Oktober Scorecard | Bombay | Simbabwe 135 (44.2)          | – | Indien 136-2 (27.5) |
|                       |        | Indien gewinnt mit 8 Wickets |   |                     |

Simbabwe gewann den Münzwurf und entschied sich als Schlagmannschaft zu beginnen. Als Spieler des Spiels wurde Manoj Prabhakar ausgezeichnet.
| 18./19. Oktober Scorecard | Indore | Australien 199-4 (30/30)      | – | Neuseeland 196-9 (30/30) |
|                           |        | Australien gewinnt mit 3 Runs |   |                          |

Neuseeland gewann den Münzwurf und entschied sich als Feldmannschaft zu beginnen. Als Spieler des Spiels wurde David Boon ausgezeichnet.
| 22. Oktober Scorecard | Delhi | Indien 289-6 (50)          | – | Australien 233 (49) |
|                       |       | Indien gewinnt mit 56 Runs |   |                     |

Australien gewann den Münzwurf und entschied sich als Feldmannschaft zu beginnen. Als Spieler des Spiels wurde Mohammad Azharuddin ausgezeichnet.
| 23. Oktober Scorecard | Kalkutta | Simbabwe 227-5 (50)              | – | Neuseeland 228-6 (47.4) |
|                       |          | Neuseeland gewinnt mit 4 Wickets |   |                         |

Neuseeland gewann den Münzwurf und entschied sich als Feldmannschaft zu beginnen. Als Spieler des Spiels wurde Jeff Crowe ausgezeichnet.
| 26. Oktober Scorecard | Motera | Simbabwe 191-7 (50)          | – | Indien 194-3 (42) |
|                       |        | Indien gewinnt mit 7 Wickets |   |                   |

Indien gewann den Münzwurf und entschied sich als Feldmannschaft zu beginnen. Als Spieler des Spiels wurde Kapil Dev ausgezeichnet.
| 27. Oktober Scorecard | Chandigarh | Australien 251-8 (50)          | – | Neuseeland 234 (48.4) |
|                       |            | Australien gewinnt mit 17 Runs |   |                       |

Australien gewann den Münzwurf und entschied sich als Schlagmannschaft zu beginnen. Als Spieler des Spiels wurde Geoff Marsh ausgezeichnet.
| 30. Oktober Scorecard | Cuttack | Australien 266-5 (50)          | – | Simbabwe 196-6 (50) |
|                       |         | Australien gewinnt mit 70 Runs |   |                     |

Simbabwe gewann den Münzwurf und entschied sich als Feldmannschaft zu beginnen. Als Spieler des Spiels wurde David Boon ausgezeichnet.
| 31. Oktober Scorecard | Nagpur | Neuseeland 221-9 (50)        | – | Indien 224-1 (32.1) |
|                       |        | Indien gewinnt mit 9 Wickets |   |                     |

Neuseeland gewann den Münzwurf und entschied sich als Schlagmannschaft zu beginnen. Als Spieler des Spiels wurde Sunil Gavaskar ausgezeichnet.

### Gruppe B
Tabelle
| Gruppe B    | Sp. | S | N | U | NR | P  | RR    |
| ----------- | --- | - | - | - | -- | -- | ----- |
| Pakistan    | 6   | 5 | 1 | 0 | 0  | 20 | 5.007 |
| England     | 6   | 4 | 2 | 0 | 0  | 16 | 5.140 |
| West Indies | 6   | 3 | 3 | 0 | 0  | 12 | 5.160 |
| Sri Lanka   | 6   | 0 | 6 | 0 | 0  | 0  | 4.041 |

Spiele
| 8. Oktober Scorecard | Hyderabad (Pakistan) | Pakistan 267-6 (50)         | – | Sri Lanka 252 (49.2) |
|                      |                      | Pakistan gewinnt mit 15 Run |   |                      |

Pakistan gewann den Münzwurf und entschied sich als Schlagmannschaft zu beginnen. Als Spieler des Spiels wurde Javed Mianad ausgezeichnet.
| 9. Oktober Scorecard | Gujranwala | West Indies 243-7 (50)        | – | England 246-8 (49.3) |
|                      |            | England gewinnt mit 2 Wickets |   |                      |

England gewann den Münzwurf und entschied sich als Feldmannschaft zu beginnen. Als Spieler des Spiels wurde Allan Lamb ausgezeichnet.
| 12./13. Oktober Scorecard | Rawalpindi | Pakistan 239-7 (50)          | – | England 221 (48.4) |
|                           |            | Pakistan gewinnt mit 18 Runs |   |                    |

England gewann den Münzwurf und entschied sich als Feldmannschaft zu beginnen. Als Spieler des Spiels wurde Abdul Qadir ausgezeichnet.
| 13. Oktober Scorecard | Karatschi | West Indies 360-4 (50)           | – | Sri Lanka 169-4 (50) |
|                       |           | West Indies gewinnt mit 191 Runs |   |                      |

Sri Lanka gewann den Münzwurf und entschied sich als XXXmannschaft zu beginnen. Als Spieler des Spiels wurde Viv Richards ausgezeichnet.
| 16. Oktober Scorecard | Lahore | West Indies 216 (50)           | – | Pakistan 217-9 (50) |
|                       |        | Pakistan gewinnt mit 1 Wickets |   |                     |

Die West Indies gewannen den Münzwurf und entschied sich als Schlagmannschaft zu beginnen. Als Spieler des Spiels wurde Saleem Yousuf ausgezeichnet.
| 17. Oktober Scorecard | Peschawar | England 296-4 (50)                       | – | Sri Lanka 158-8 (45/45) |
|                       |           | England gewinnt mit 108 Runs (rain rule) |   |                         |

England gewann den Münzwurf und entschied sich als Schlagmannschaft zu beginnen. Als Spieler des Spiels wurde Allan Lamb ausgezeichnet.
| 20. Oktober Scorecard | Karatschi | England 244-9 (50)             | – | Pakistan 247-3 (49) |
|                       |           | Pakistan gewinnt mit 7 Wickets |   |                     |

Pakistan gewann den Münzwurf und entschied sich als Feldmannschaft zu beginnen. Als Spieler des Spiels wurde Imran Khan ausgezeichnet.
| 21. Oktober Scorecard | Kanpur | West Indies 236-8 (50)          | – | Sri Lanka 211-8 (50) |
|                       |        | West Indies gewinnt mit 25 Runs |   |                      |

Sri Lanka gewann den Münzwurf und entschied sich als Feldmannschaft zu beginnen. Als Spieler des Spiels wurde Phil Simmons ausgezeichnet.
| 25. Oktober Scorecard | Faisalabad | Pakistan 297-7 (50)           | – | Sri Lanka 184-8 (50) |
|                       |            | Pakistan gewinnt mit 113 Runs |   |                      |

Pakistan gewann den Münzwurf und entschied sich als Schlagmannschaft zu beginnen. Als Spieler des Spiels wurde Saleem Malik ausgezeichnet.
| 26. Oktober Scorecard | Jaipur | England 269-5 (50)          | – | West Indies 235 (48.1) |
|                       |        | England gewinnt mit 34 Runs |   |                        |

Die West Indies gewannen den Münzwurf und entschieden sich als Feldmannschaft zu beginnen. Als Spieler des Spiels wurde Graham Gooch ausgezeichnet.
| 30. Oktober Scorecard | Pune | Sri Lanka 218-7 (50)          | – | England 219-2 (41.2) |
|                       |      | England gewinnt mit 8 Wickets |   |                      |

Sri Lanka gewann den Münzwurf und entschied sich als Schlagmannschaft zu beginnen. Als Spieler des Spiels wurde Graham Gooch ausgezeichnet.
| 30. Oktober Scorecard | Karatschi | West Indies 258-7 (50)          | – | Pakistan 230-9 (50) |
|                       |           | West Indies gewinnt mit 28 Runs |   |                     |

Die West Indies gewannen den Münzwurf und entschieden sich als Schlagmannschaft zu beginnen. Als Spieler des Spiels wurde Richie Richardson ausgezeichnet.

## Halbfinale
| 4. November Scorecard | Lahore | Australien 267-6 (50)          | – | Pakistan 252 (49.2) |
|                       |        | Australien gewinnt mit 18 Runs |   |                     |

Australien gewann den Münzwurf und entschied sich als Schlagmannschaft zu beginnen. Als Spieler des Spiels wurde Craig McDermott ausgezeichnet.
| 5. November Scorecard | Bombay | England 254-6 (50)          | – | Indien 219 (45.3) |
|                       |        | England gewinnt mit 35 Runs |   |                   |

Indien gewann den Münzwurf und entschied sich als Feldmannschaft zu beginnen. Als Spieler des Spiels wurde Graham Gooch ausgezeichnet.

## Finale
| 8. November Scorecard | Kalkutta | Australien 253-5 (50)         | – | England 246-8 (50) |
|                       |          | Australien gewinnt mit 7 Runs |   |                    |

Australien gewann den Münzwurf und entschied sich als Schlagmannschaft zu beginnen. Als Spieler des Spiels wurde David Boon ausgezeichnet.

## Statistiken

Ergebnis des Cricket World Cups 1987:
Sieger
Finalist
Halbfinalteilnahme
In der Gruppenphase ausgeschieden
Keine Teilnahme

Die folgenden Cricketstatistiken wurden bei diesem Turnier erzielt.
| ODIs              | ODIs        | ODIs    | ODIs    | ODIs    | ODIs    | ODIs    | ODIs    | ODIs    |
| Batting           | Batting     | Batting | Batting | Batting | Batting | Batting | Batting | Batting |
| Spieler           | Mannschaft  | Spiele  | Innings | Runs    | Average | HS      | 100s    | 50s     |
| ----------------- | ----------- | ------- | ------- | ------- | ------- | ------- | ------- | ------- |
| Graham Gooch      | England     | 8       | 8       | 471     | 58,87   | 115     | 1       | 3       |
| David Boon        | Australien  | 8       | 8       | 447     | 55,87   | 93      | 0       | 5       |
| Geoff Marsh       | Australien  | 8       | 8       | 428     | 61,14   | 126*    | 2       | 1       |
| Viv Richards      | West Indies | 6       | 6       | 391     | 65,16   | 181     | 1       | 3       |
| Mike Gatting      | England     | 8       | 8       | 354     | 50,57   | 60      | 0       | 3       |
| Bowling           |             |         |         |         |         |         |         |         |
| Spieler           | Mannschaft  | Spiele  | Overs   | Wickets | Average | BBI     | 5W      | 10W     |
| Craig McDermott   | Australien  | 8       | 73.0    | 18      | 18,94   | 5/44    | 1       | 0       |
| Imran Khan        | Pakistan    | 7       | 49.5    | 17      | 13,05   | 4/37    | 0       | 0       |
| Patrick Patterson | West Indies | 6       | 56.0    | 14      | 18,07   | 3/31    | 0       | 0       |
| Maninder Singh    | Indien      | 7       | 70.0    | 14      | 20,00   | 3/21    | 0       | 0       |
| Eddie Hemmings    | England     | 6       | 59.3    | 13      | 21,07   | 4/52    | 0       | 0       |